# St. Joe (Indiana)
Saint Joe és una població dels Estats Units a l'estat d'Indiana. Segons el cens del 2000 tenia 478 habitants.

## Demografia
Segons el cens del 2000, Saint Joe tenia 478 habitants, 165 habitatges, i 132 famílies. La densitat de població era de 659,1 habitants/km².
Dels 165 habitatges en un 45,5% hi vivien nens de menys de 18 anys, en un 64,2% hi vivien parelles casades, en un 10,3% dones solteres, i en un 19,4% no eren unitats familiars. En el 18,2% dels habitatges hi vivien persones soles el 7,3% de les quals corresponia a persones de 65 anys o més que vivien soles. El nombre mitjà de persones vivint en cada habitatge era de 2,9 i el nombre mitjà de persones que vivien en cada família era de 3,22.
Per edats la població es repartia de la següent manera: un 32,2% tenia menys de 18 anys, un 9,8% entre 18 i 24, un 32,4% entre 25 i 44, un 15,5% de 45 a 60 i un 10% 65 anys o més.
L'edat mediana era de 32 anys. Per cada 100 dones de 18 o més anys hi havia 102,5 homes.
La renda mediana per habitatge era de 36.417$ i la renda mediana per família de 36.833$. Els homes tenien una renda mediana de 33.125$ mentre que les dones 22.109$. La renda per capita de la població era de 14.570$. Entorn del 4,6% de les famílies i el 5,5% de la població estaven per davall del llindar de pobresa.

## Poblacions més properes
El següent diagrama mostra les poblacions més properes.